# Cançó de bressol trencada
Cançó de bressol trencada (títol original en anglès: Broken Lullaby és una pel·lícula estatunidenca dirigida per Ernst Lubitsch el 1932, amb Lionel Barrymore i Philips Holmes. Ha estat doblada al català.

## Argument
La pel·lícula comença a París, l'11 de novembre de 1919, primer aniversari de l'Armistici de la Primera Guerra mundial. Paul Renard, un veterà de la guerra, confessa a un sacerdot que ha matat un soldat alemany durant el conflicte, mentre escrivia una carta a la seva família. Malgrat l'absolució religiosa, Renard, sempre amb remordiment, marxa a Alemanya per trobar la família de l'home que ha matat i fer-se perdonar. En una petita ciutat alemanya, el doctor Hölderlin i la seva dona viuen amb Elsa, la promesa inconsolable de Walter, el seu fill mort a la guerra. Per als vilatans, l'odi cap als francesos és molt gran, fent-los responsables de la mort dels seus fills.
Mentre posa flors a la tomba del seu promès, Elsa es fixa en un estranger que medita sobre la tomba de Walter. Es tracta és clar de Renard. El mateix dia, aquest finalment visita als pares del difunt. Però el pare, assabentant-se que Renard és francès el caça chasse, tanmateix Elsa arriba a temps per reconèixer-lo. Davant l'eufòria de la família en trobar un home que ha conegut Walter, Renard es fa passar per un amic proper del mort. La família l'accepta de seguida, per «reemplaçar» el fill caigut a la guerra.
Però l'animositat dels vilatans envers Renard el francès augmenta més en la mesura que Elsa i aquest s'acosten sentimentalment. El doctor Hölderlin, que estima Renaud com si fos el seu propi fill, ha de suportar els sarcasmes dels seus antics amics, que el consideren com un traïdor, amb les seves idees de tolerància i de pacifisme. Però Renard ja no pot interpretar més aquest joc i considera tornar a França. Confessant-li el seu amor, Elsa li llegeix l'última carta de Walter. Paul l'acaba de memòria i reconeix la veritat a la noia. Elsa li impedeix marxar i revelar la veritat. En contrapartida, Renard s'haurà de quedar amb els Hölderlin, en «substitució» de Walter, per a la felicitat dels pares.

## Repartiment
- Lionel Barrymore: Dr. H. Holderlin
- Philips Holmes: Paul Renard
- Nancy Carroll: Fraulein Elsa
- Louise Carter: Frau Holderlin
- Tom Douglas: Walter Holderlin
- Emma Dunn: Frau Muller
- Lucien Littlefield: Herr Walter Schultz
- Tully Marshall: enterramorts
- ZaSu Pitts: Anna
- George Bickel: Herr Bresslauer
- Lilian Elliot: Frau Bresslauer
- Frank Sheridan: el Capellà
- Marvin Stephens: Fritz
- Reginald Pasch: el pare de Fritz
- Joan Standing: la florista
- Rodney McKennon: un veterà de guerra
- Torben Meyer: un cambrer

Actors que no surten als crèdits
- George Irving: un ciutadà
- John Steppling: un ciutadà